# Tutta l'Italia (pjesma)
"Tutta l'Italia" je pjesma talijanskog DJ-a i producenta Gabryja Pontea iz 2025. Objavljena je preko Gekaija i Warnera 31. siječnja 2025. i korištena je kao službena tematska pjesma za Sanremo 2025. Kasnije je osvojila natjecanje San Marina za Pjesmu Eurovizije i predstavljala je San Marino na Pjesmi Eurovizije 2025.

## Glazbeni videospot
Glazbeni videospot za pjesmu "Tutta l'Italia", u režiji Attilia Cusanija, objavljen je 15. veljače 2025. na Ponteovom YouTube kanalu. Dana 13. ožujka te godine, objavljen je i na službenom YouTube kanalu Pjesme Eurovizije. Videospot prikazuje Pontea kako pušta pjesmu kao DJ dok ljudi plešu oko njega u bijeloj sobi, od kojih jedan nosi dres Achrafa Hakimija.